# Abraham Jacobus Frederik Fokker van Crayestein van Rengerskerke
Abraham Jacobus Frederik Fokker, heer van Rengerskerke, Zuidland en Crayestein (Zierikzee, 5 augustus 1857 – aldaar, 6 maart 1929) was een Nederlands politicus.
Fokker, lid van de patriciaatsfamilie Fokker, was een patriarchale Zierikzeese bestuurder, die in zijn woonplaats lange tijd wethouder en later burgemeester was. Hij zette zich in voor betere ontsluiting van Schouwen. Hij werd als liberaal tot Eerste Kamerlid gekozen, maar stemde in de Eerste Kamer vaak mee met de christelijk-historischen. Door bestuursfuncties was hij sterk verbonden aan de visserij en waterstaat in Zeeland. In 1925 was hij kandidaat voor de Plattelandersbond bij de Tweede Kamerverkiezingen. Hij sloot zich uiteindelijk aan bij de CHU.
In 1910 kocht hij van de stad Zierikzee de heerlijkheid Rengerskerke. Hij verpachtte de percelen in de Oosterschelde aan vissers.
- Biografisch Portaal: 52957413
- Parlement.com: vg09ll0p2syz